# Nouvelia valdiviae
Nouvelia valdiviae är en kräftdjursart som först beskrevs av Illig 1906.  Nouvelia valdiviae ingår i släktet Nouvelia och familjen Mysidae. Inga underarter finns listade i Catalogue of Life.